# Ferulago stellata
Ferulago stellata är en flockblommig växtart som beskrevs av Pierre Edmond Boissier. Ferulago stellata ingår i släktet Ferulago och familjen flockblommiga växter. Inga underarter finns listade i Catalogue of Life.